# Рубанівське
Ру́банівське (раніше Григорівка) — село у Синельниківському районі Дніпропетровської області. Входить до складу Васильківської селищної громади. Населення становить 233 особи. До 2018 року орган місцевого самоврядування — Письменська селищна рада.

## Географія
Село Рубанівське розташоване на південному заході Синельниківського району на березі річки Соломчина. На півдні межує з селом Граничне Запорізького району Запорізької області, на сході з селом Тихе, на півночі з селом Новоіванівка та на заході з селом Вербівське.

## Історія
Село було засновано наприкінці 18-го сторіччя козаком Прокопом Рубаном, після розгону Запорозької Січі. Могила засновника збереглася на цвинтарі Свято-Покровської церкви, що розташовано в селі.
3 січня 2019 громада Свято-Покровського храму УПЦ МП підтримала перехід під юрисдикцію об'єднаної Помісної Української Православної Церкви.
12 червня 2020 року, відповідно до розпорядження Кабінету Міністрів України № 709-р від «Про визначення адміністративних центрів та затвердження територій територіальних громад Дніпропетровської області», увійшло до складу Васильківської селищної громади.
19 липня 2020 року, в результаті адміністративно-територіальної реформи і ліквідації Васильківського району, село увійшло до складу новоутвореного Синельниківського району.

## Визначні пам'ятки
Одним з найвизначніших пам'яток не лише села Рубанівське, а й всього району є Свято-Покровська церква.
Церква була заснована у другій половині 19-го сторіччя дворянкою Катериною Павлівною Василенко. Також вона заснувала й Свято-Знаменський жіночий монастир в селі Вербівське Васильківського району. В 60-і роки XX століття храм було закрито і частково зруйновано. У 1991 році на прохання жителів села і по благословенню єпископа Дніпропетровського і Запорізького Гліба храм був відкритий і зареєстрована церковна община.
В селі розташовано єдиний у світі музей відомого поета, етнолога, фольклориста Івана Івановича Манжури.

## Персоналії
- Кузнєцов Ігор Русланович (1991-2022) — молодший сержант Збройних сил України, учасник російсько-української війни, що загинув під час російського вторгнення в Україну в 2022 році.